# Saint-Arey
Saint-Arey település Franciaországban, Isère megyében. Lakosainak száma 73 fő (2022. január 1.). Saint-Arey Cognet, Mayres-Savel, Prunières és Saint-Jean-d’Hérans községekkel határos.

## Népesség
A település népessége az elmúlt években az alábbi módon változott:
| Lakosok száma | 69   | 57   | 53   | 77   | 84   | 83   | 84   | 79   | 77   | 73   |
|               | 1968 | 1982 | 1990 | 2006 | 2013 | 2015 | 2017 | 2019 | 2020 | 2022 |